# کوری، شهرستان پایک، آلاباما
کوری (به انگلیسی: Curry) یک منطقهٔ مسکونی در ایالات متحده آمریکا است که در شهرستان پایک، آلاباما واقع شده‌است. کوری ۱۵۹٫۱۱ متر بالاتر از سطح دریا واقع شده‌است.